# Fadl al-Sha'irah
Fadl al-Sha'irah, död 871, var en abbasidisk qiyanartist. Hon var konkubin till kalif al-Mutawakkil (regent 847-861), och är känd som en av de få berömda qiyanpoeter vars verk har överlevt.